# Aukštojas
Aukštojas je najvišja točka Litve. Nahaja se v višavju Medininkai, približno 24 km jugovzhodno od glavnega mesta Vilna. Višina Aukštojasa je bila natančno izmerjena leta 2004 in znaša 293,84 metra. Meritev je opravil Inštitut za geodezijo na Tehnični univerzi Vilnius Gediminas z uporabo GPS tehnologije. Pred tem merjenjem je bil za najvišjo točko v Litvi štet hrib Juozapinė, ki meri 292,7 m. Aukštojas in Juozapinė sta oddaljena približno 500 metrov drug od drugega.
Na vrhu hriba je borov gozd, ki je značilen za celotno regijo Medininkai.
Ime »Aukštojas« je predlagal Libertas Klimka, profesor zgodovine na pedagoški univerzi v Vilni. Ta predlog je bil del natečaja, katerega cilj je bil izbrati najprimernejše ime za novo odkrito najvišjo točko v Litvi. Aukštejas (Aukštojas, Aukštujis) je bil eno najpomembnejših božanstev v stari litovski mitologiji; veljal je za stvarnika sveta. Hrib so 'krstili' 20. junija 2005 na neuradni slovesnosti. Ime je uradno odobril občinski svet regije Vilna 18. novembra 2005.
Alternativno ime, 'Aukštėjas', je Državna komisija za litovski jezik zavrgla z utemeljitvijo, da njegova končnica ("-ėj-") ni standardna raba za imena krajev.

## Poglej tudi
- Kruopinė, ki je bil prav tako nekoč označen kot najvišja točka